# Urban MOUT pattern

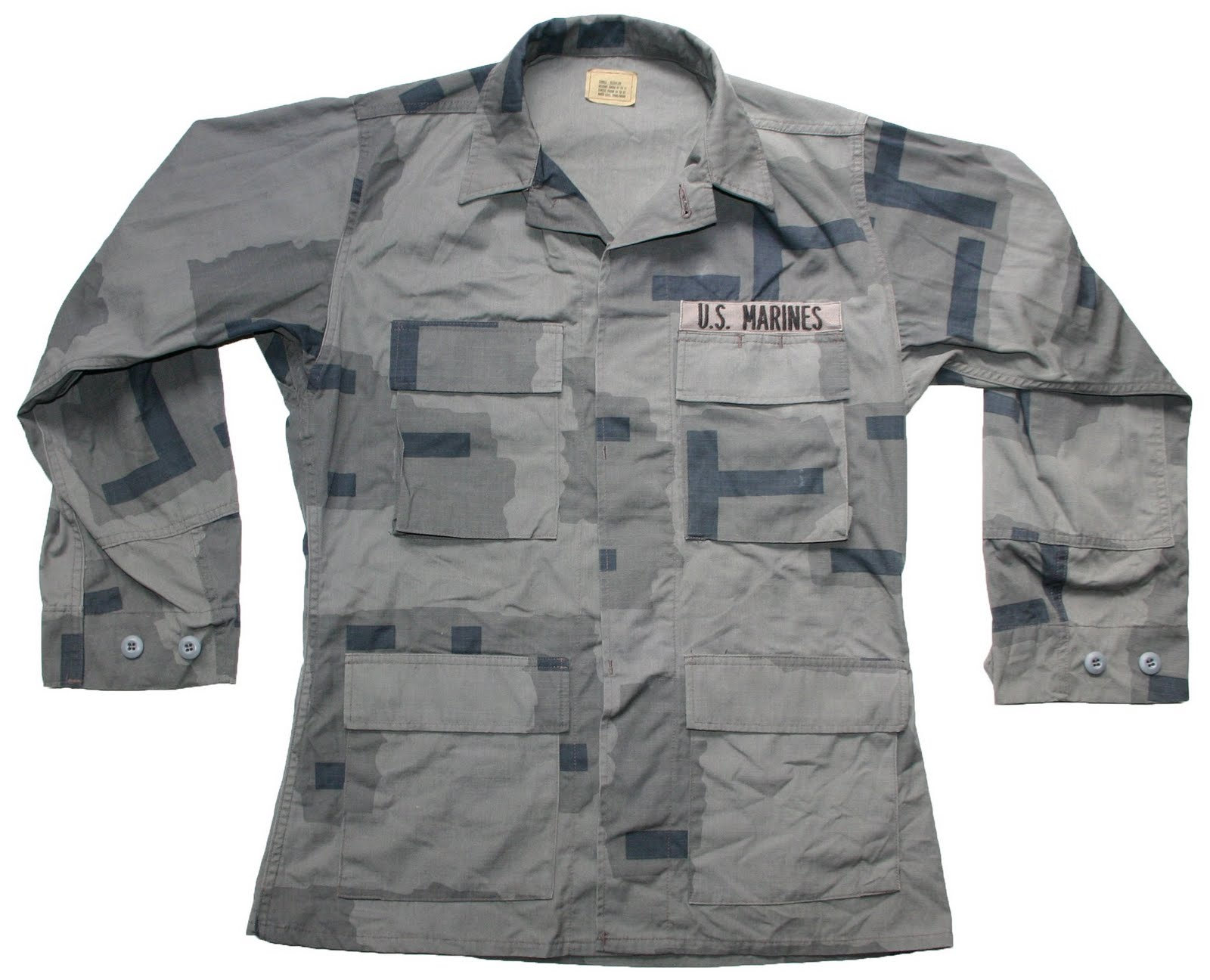
Feldbluse der US-Marines im T-pattern-Tarnmuster

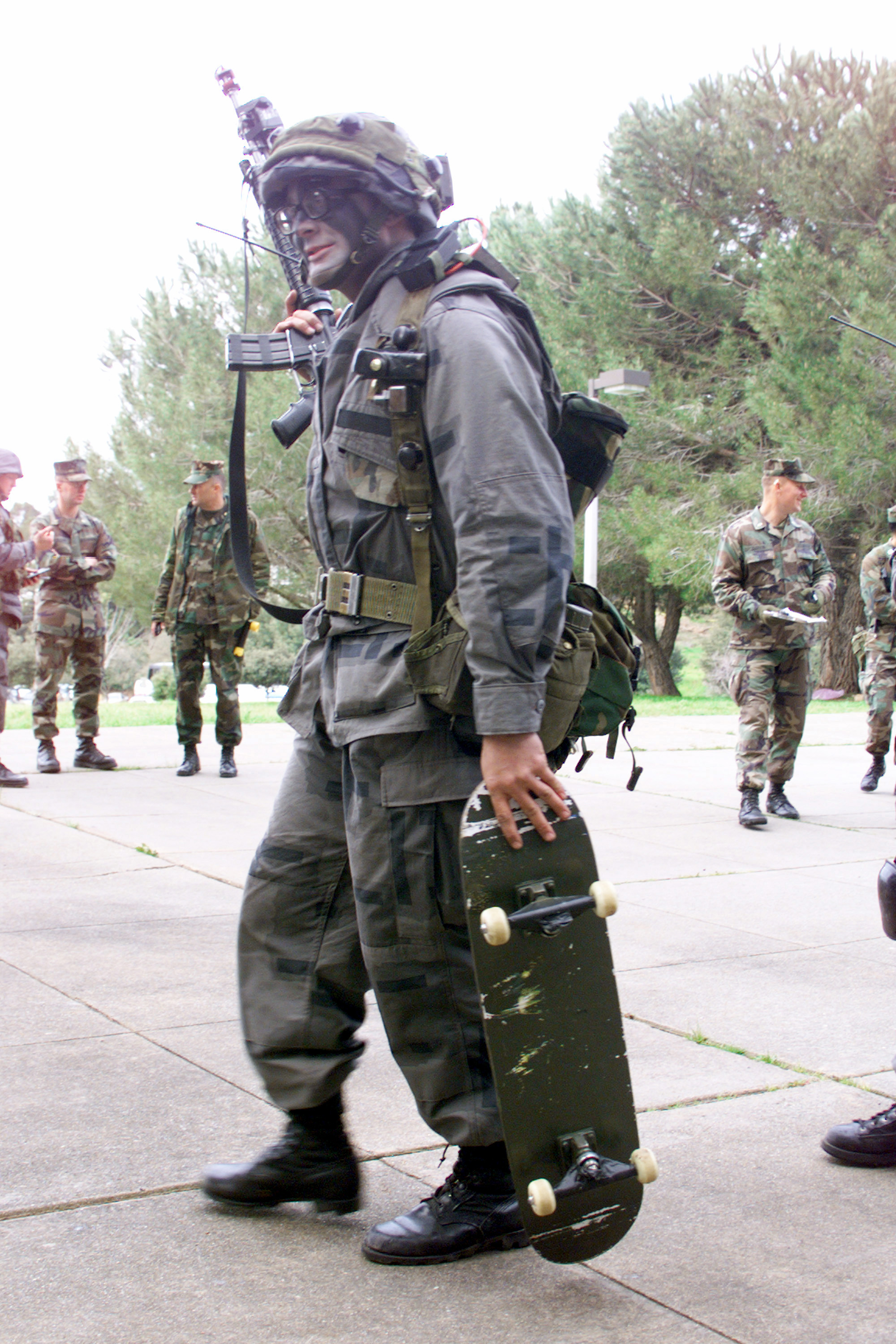
US-Marine im T-pattern-Feldanzug während „Operation Urban Warrior“ (1999)

Das Urban MOUT pattern (auch Urban camouflage pattern, Spitznamen: T-MOUT, Urban T, T-pattern und T Block) war ein experimentelles Tarnmuster des US-amerikanischen Militärs der späten 1990er Jahre. 
Es besteht aus einem hellgrauen Grundton, dunkelgrauen Flecken und schwarzen, scharfkantigen Balken. Einige dieser Balken ähneln einer T-Form, woher seine Spitznamen herrühren.

## Hintergrund
Das Marine Corps Warfighting Laboratory sah sich im Zuge der veränderten Kriegsschauplätze wie fortschreitender Urbanisierung, sowie asymmetrischer Konflikte (bspw. Schlacht von Mogadischu 1993) dazu veranlasst, für die immer häufig werdenden Stadt- und Häuserkämpfe als Manöver die Military Operations in Urban Terrain (MOUT) abzuhalten und zugleich passende Tarnmuster für Feldanzüge (Battle Dress Uniform) und Ausrüstungsgegenstände zu entwerfen.
So entwarf man um 1994 ein experimentelles Tarnmuster, welches eine hellgrau-braune Grundfarbe hatte und große, dunkelgraue Flecken besaß. Es wurde als Wendemodell entworfen, die andere Seite war mit dem Standard-M81-Woodland-Tarnmuster bedruckt. Es wurde bis auf wenige Häuserkampf-Übungen nicht weiter verwendet und wieder verworfen.
1998 wurden im Marine Corps Base Camp Lejeune kommerziell hergestellte Uniformen mit Urban-Woodland-Tarnmuster bei Übungen erprobt, welche weiße, hellgraue, dunkelgraue und schwarze Flecken aufwiesen. Dieses Tarnmuster erfreute sich bereits großer Beliebtheit als Military-Look bei Zivilisten, aber auch bei einigen US-Polizeieinheiten. Auch dieses wurde nach wenigen Häuserkampf-Übungen wieder verworfen.

## Nutzung
Im März 1999 startete das größte MOUT-Manöver mit dem Namen „Operation Urban Warrior“. An der viertägigen Übung in der San Francisco Bay Area nahmen etwa 700 US-Marinesoldaten und 6000 US-Marines mit einigen niederländischen und britischen Truppen teil. Davon erhielten rund 800 Soldaten Feldanzüge und Ausrüstung im T-pattern-Tarnmuster. Darunter Feldhosen, Feldblusen, Helmbezüge und Schutzwesten-Überzüge. Das Tarnmuster wurde danach nicht weiter verwendet und niemals in die Truppe eingeführt. Frühe Muster scheinen um 1998 existiert zu haben.

## Weiteres
Aufgrund der Seltenheit erreichen Originalstücke bei Militaria-Sammlern Höchstpreise. Zudem werden in Fernost für den kommerziellen Markt Kopien angefertigt.
In den frühen 2000er Jahren wurde mit dem Urban MARPAT ein weiteres Stadttarnmuster bei den US-Marines erprobt und ebenfalls nicht eingeführt.